# 催孝京
催孝京（韩语： Choe Hyo-gyeong，2000年5月10日—），朝鲜女子摔跤运动员，2022年亚洲运动会女子自由式53公斤级铜牌得主、2024年夏季奥林匹克运动会女子自由式53公斤级铜牌得主。